# Schloss Oderwitz

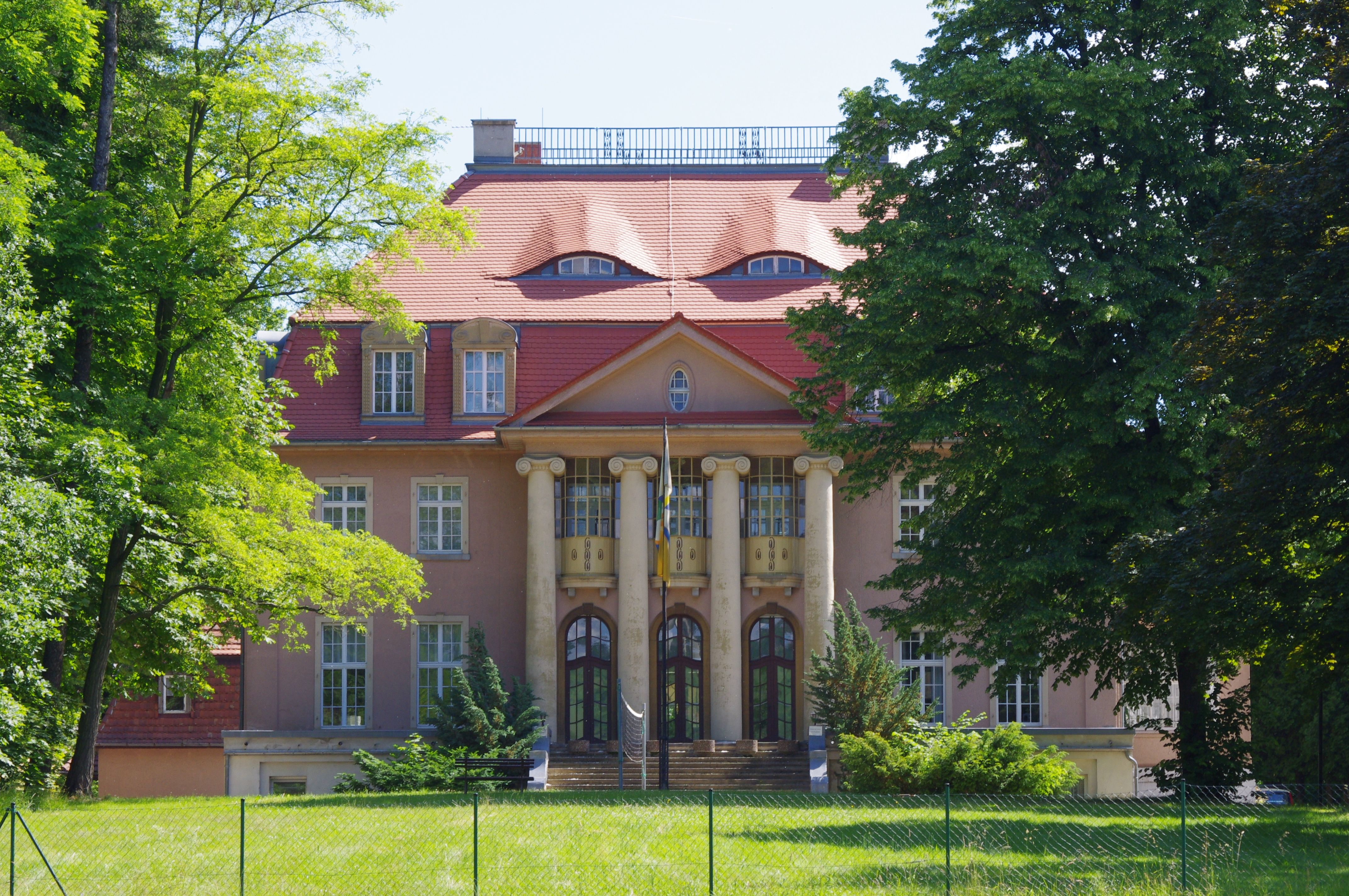
Schloss Oderwitz, Gartenseite

Das Schloss Oderwitz ist ein 1910–1911 errichtetes Herrenhaus in der sächsischen Gemeinde Oderwitz, das unter Denkmalschutz steht. Nach der Enteignung des Freiherrn von Beschwitz 1945 wurde das Gebäude lange Zeit durch die Gemeinde als Jugendherberge genutzt und ging schließlich im April 2012 wieder an einen privaten Eigentümer über.

## Geschichte

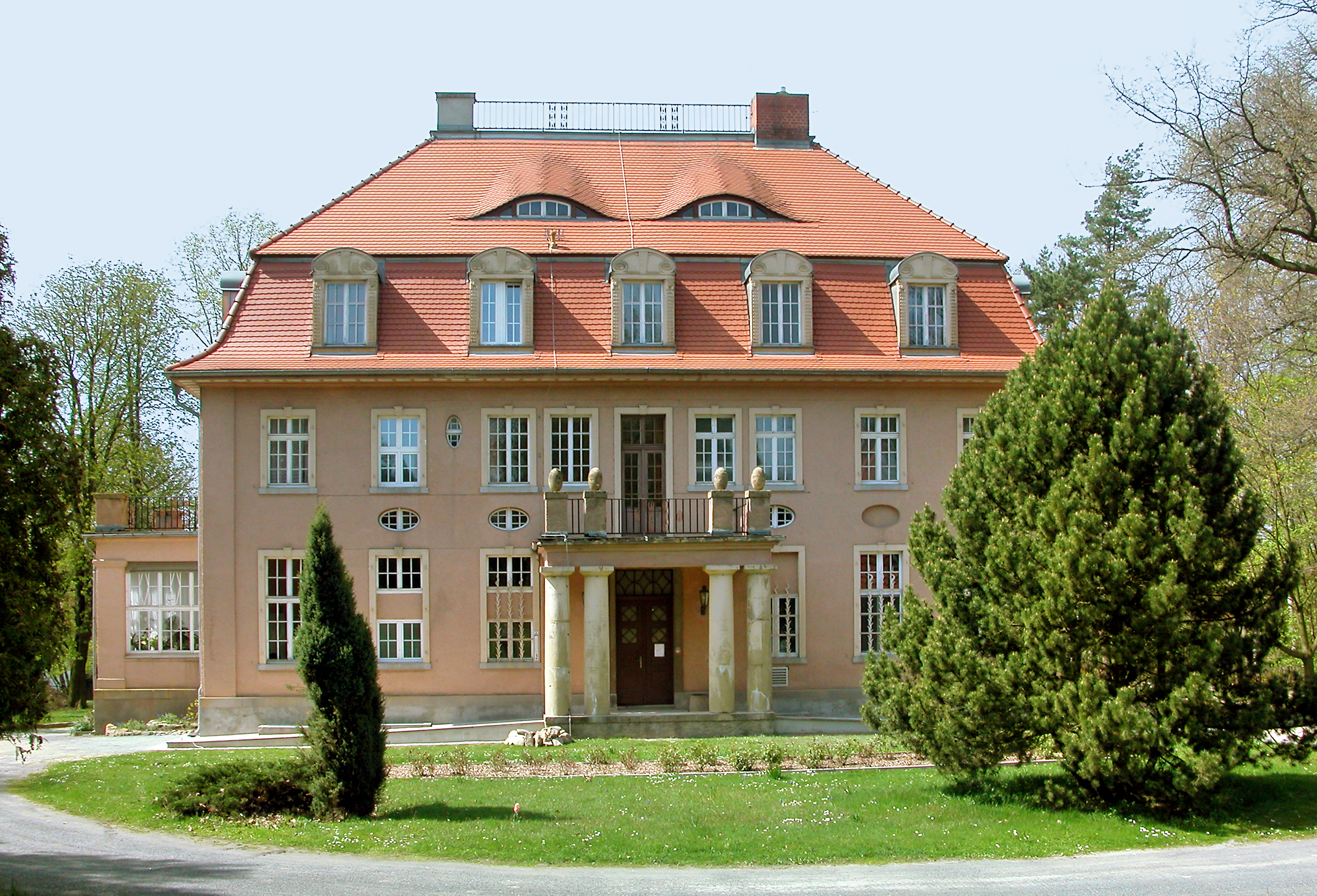
Schloss Oderwitz, Vorderseite

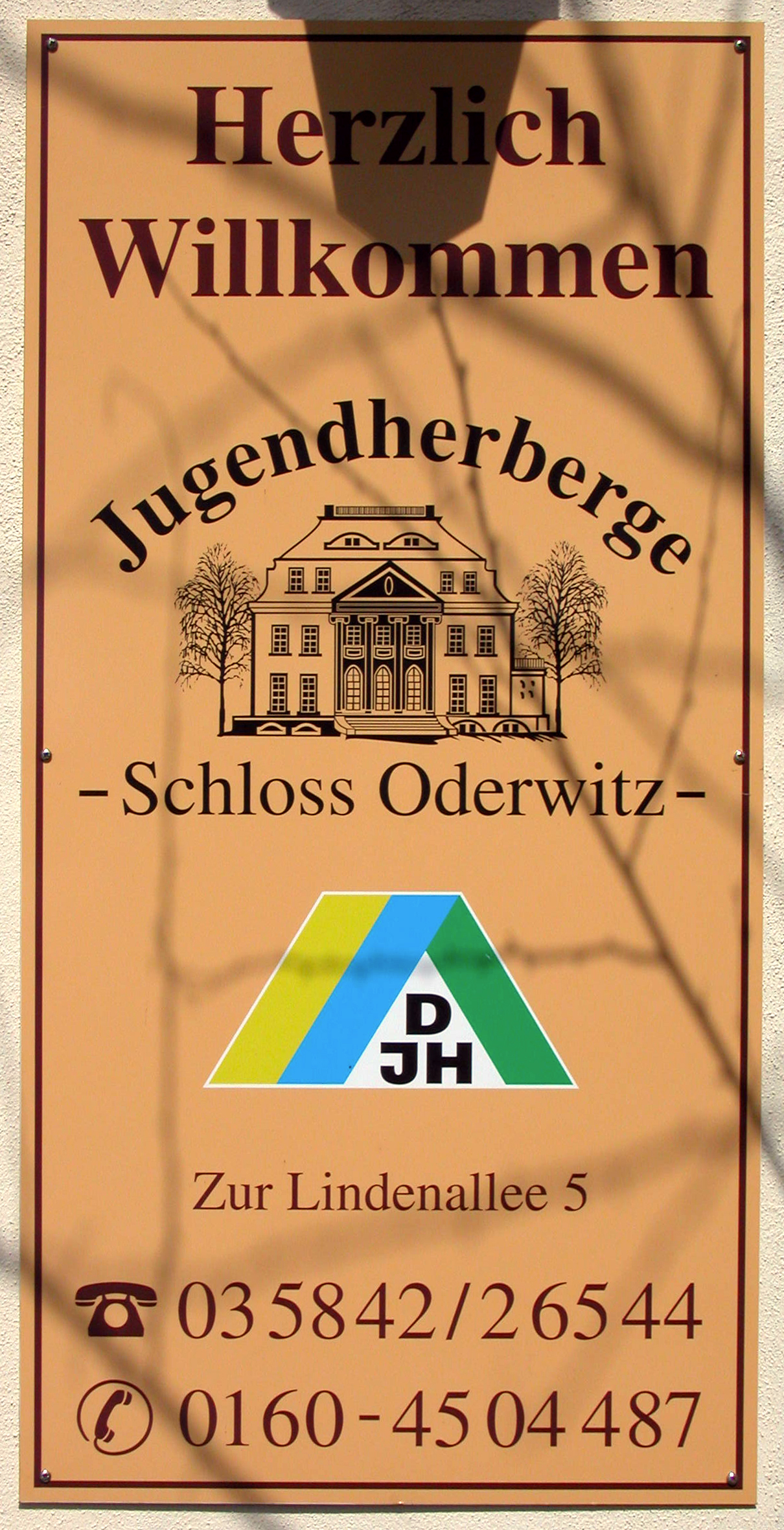
Schloss Oderwitz, bis 2011 Jugendherberge

Das Rittergut Oberoderwitz wurde 1632 erstmals urkundlich erwähnt, zu dieser Zeit war es noch im Besitz der Familie von Nostitz, Linie Ruppersdorf-Hainewalde. Ein Christoph von Nostitz besaß den genannten Nostitzschen Anteil an Oberoderwitz Namhaft ist auch u. a. in der Mitte des 17. Jahrhunderts Hans Ulrich von Nostitz zu Ruppersdorf und Ober-Oderwitz, Klostervogt zu Marienthal. Um 1890 bestanden faktisch zwei Güter am Ort, der Hainwalder Antheil mit Rittergutsqualität, sowie der Ruppersdorfer Antheil als Rittergut. Später ging es an die Ruppersdorfer Familie Meyer über, die es schließlich 1908 an den Zittauer Amtshauptmann, den königlich sächsischen Kammerherrn und Geheimen Regierungsrat Maximillian Freiherr von Beschwitz (1845–1925) verkaufte. Beschwitz ließ 1910 das neue Herrenhaus errichten und verlegte nach der Fertigstellung seinen Wohnsitz 1911 hierher. Von Beschwitz wurde bereits 1907 in den Freiherrenstand erhoben und war mit Anna geb. Goede verheiratet, der Tochter eines Klostergutsbesitzers. Das Ehepaar hatte eine Tochter Catharina und drei Söhne; zwei der Söhne wurden aktive Offiziere, Werner Oberstleutnant und Ulrich Oberst. Der mittlere Sohn und Erbe war der Jurist Hans Christoph Freiherr von Beschwitz (1885–1961). Er ließ das Gut Oberoderwitz zeitweise durch einen Pächter betreiben. Alle genannten Freiherren waren Mitglieder des Johanniterordens. 
Kurz vor Kriegsende wurde das Herrenhaus auch zur Auslagerung von Bibliotheksbeständen der Preußischen Staatsbibliothek genutzt.
Nach Ende des Kriegs folgte 1945 während der Bodenreform die Enteignung der Erben des Freiherrn von Beschwitz, die etwa 162 Hektar große Fläche des Ritterguts wurde neu verteilt, den Gutsbesitzern wurde nur ein Waldstück von 0,92 Hektar Größe mit deren Familiengrabstätte belassen. Die Nebengebäude des Schlosses wurden erweitert, um zusätzliche Wohnräume und Stallungen für Neubauern zu schaffen.
Das Herrenhaus ging in den Besitz der Gemeinde über, die dieses ab 1949 als Jugendherberge „Thomas Mann“, später „Schloss Oderwitz“, für über 60 Personen nutzte. In den 1990er Jahren wurden auf dem Gelände zusätzliche Bungalows errichtet, um weitere Schlafplätze für mehr als 70 Saisongäste zu schaffen. 2006 zog sich das Deutsche Jugendherbergswerk als Betreiber zurück, die Herberge wurde von der Gemeinde weitergeführt. Da dies aber eine zusätzliche Belastung der Gemeindekasse von etwa 30.000 Euro bedeutete, wurde 2010 im Rahmen einer Haushaltskonsolidierung der Verkauf des Objekts beschlossen. Ein Käufer fand sich Ende des Jahres 2011.